# Флавий Аниций Петроний Проб
Флавий Аниций Петроний Проб (лат. Flavius Anicius Petronius Probus) — римский государственный деятель конца IV века — начала V века.
Его отцом был известный политический деятель второй половины IV века и консул 371 года Секст Клавдий Петроний Проб, а матерью — Аниция Фальтония Проба. Братьями Проба были консулы 395 года Флавий Аниций Гермогениан Олибрий и Флавий Аниций Пробин. Также у него была сестра Аниция Проба. Племянницей Проба была Деметриада, а племянником — Аниций Проб.
В 395 году Проб находился на посту квестора, будучи избранным на эту должность как кандидат императора. В 406 году он занимал должность ординарного консула на Западе империи. На Востоке его коллегой был император Аркадий. Проб был ревностным христианином. Иногда его идентифицируют с неким Пробом, который был получателем письма папы Римского Иннокентия I.